# Skate America 2014
Navigation
Édition précédente Édition suivante
Le Skate America est une compétition internationale de patinage artistique qui se déroule aux États-Unis au cours de l'automne. Il accueille des patineurs amateurs de niveau senior dans quatre catégories: simple messieurs, simple dames, couple artistique et danse sur glace.
Le trente-troisième Skate America est organisé du 24 au 26 octobre 2014 au Sears Centre de Hoffman Estates dans la banlieue nord-ouest de Chicago dans l'Illinois. Il est la première compétition du Grand Prix ISU senior de la saison 2014/2015.

## Résultats

### Messieurs

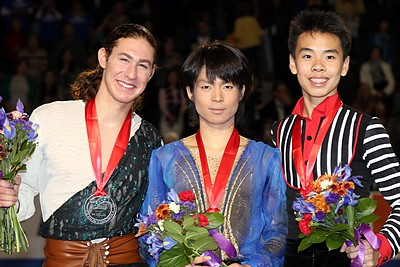
Podium des Messieurs

| Rang | Nom                        | Pays        | Points | Programme court | Programme court | Programme libre | Programme libre |
| ---- | -------------------------- | ----------- | ------ | --------------- | --------------- | --------------- | --------------- |
| 1    | Tatsuki Machida            | Japon       | 269.09 | 1               | 93.39           | 1               | 175.70          |
| 2    | Jason Brown                | États-Unis  | 234.17 | 3               | 79.75           | 3               | 154.42          |
| 3    | Nam Nguyen                 | Canada      | 232.24 | 7               | 73.71           | 2               | 158.53          |
| 4    | Denis Ten                  | Kazakhstan  | 224.74 | 4               | 77.18           | 4               | 147.56          |
| 5    | Jeremy Abbott              | États-Unis  | 219.33 | 2               | 81.82           | 6               | 137.51          |
| 6    | Adian Pitkeev              | Russie      | 212.07 | 5               | 76.13           | 7               | 135.94          |
| 7    | Chafik Besseghier          | France      | 208.70 | 8               | 73.57           | 8               | 135.13          |
| 8    | Douglas Razzano            | États-Unis  | 204.48 | 10              | 66.23           | 5               | 138.25          |
| 9    | Artur Gachinski            | Russie      | 200.13 | 6               | 75.71           | 10              | 124.42          |
| 10   | Michael Christian Martinez | Philippines | 197.58 | 9               | 72.81           | 9               | 124.77          |
| 11   | Alexei Bychenko            | Israël      | 185.98 | 11              | 64.54           | 12              | 121.44          |
| 12   | Jorik Hendrickx            | Belgique    | 177.43 | 12              | 55.99           | 11              | 121.44          |

### Dames

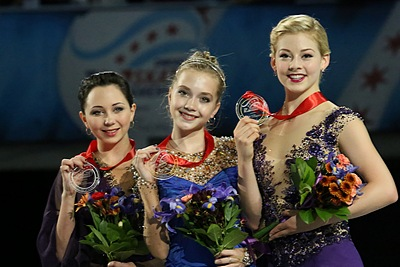
Podium des Dames

| Rang | Nom                    | Pays         | Points | Programme court | Programme court | Programme libre | Programme libre |
| ---- | ---------------------- | ------------ | ------ | --------------- | --------------- | --------------- | --------------- |
| 1    | Elena Radionova        | Russie       | 195.47 | 2               | 65.57           | 1               | 129.90          |
| 2    | Elizaveta Tuktamysheva | Russie       | 189.62 | 1               | 67.41           | 2               | 122.21          |
| 3    | Gracie Gold            | États-Unis   | 179.38 | 3               | 60.81           | 3               | 118.57          |
| 4    | Samantha Cesario       | États-Unis   | 174.58 | 4               | 58.96           | 4               | 115.62          |
| 5    | Park So-youn           | Corée du Sud | 170.43 | 5               | 55.74           | 5               | 114.69          |
| 6    | Mirai Nagasu           | États-Unis   | 158.21 | 10              | 49.29           | 6               | 108.92          |
| 7    | Elene Gedevanishvili   | Géorgie      | 158.10 | 6               | 55.39           | 9               | 102.71          |
| 8    | Haruka Imai            | Japon        | 157.97 | 8               | 53.79           | 7               | 104.18          |
| 9    | Maé-Bérénice Meité     | France       | 152.71 | 7               | 53.98           | 10              | 98.73           |
| 10   | Brooklee Han           | Australie    | 150.37 | 11              | 47.38           | 8               | 102.99          |
| 11   | Natalia Popova         | Ukraine      | 148.15 | 9               | 50.70           | 11              | 97.45           |

### Couples

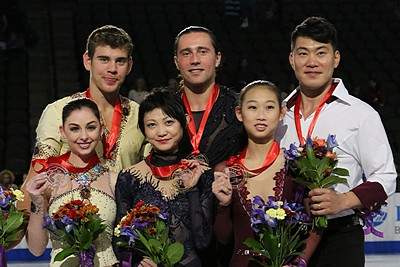
Podium des couples artistiques

| Rang | Nom                                | Pays       | Points | Programme court | Programme court | Programme libre | Programme libre |
| ---- | ---------------------------------- | ---------- | ------ | --------------- | --------------- | --------------- | --------------- |
| 1    | Yuko Kavaguti / Alexandre Smirnov  | Russie     | 209.16 | 1               | 69.16           | 1               | 140.00          |
| 2    | Haven Denney / Brandon Frazier     | États-Unis | 183.84 | 3               | 61.08           | 2               | 122.76          |
| 3    | Peng Cheng / Zhang Hao             | Chine      | 182.43 | 2               | 62.38           | 3               | 120.05          |
| 4    | Alexa Scimeca / Chris Knierim      | États-Unis | 168.62 | 4               | 60.61           | 4               | 108.01          |
| 5    | Madeline Aaron / Max Settlage      | États-Unis | 160.04 | 5               | 58.41           | 5               | 101.63          |
| 6    | Vanessa Grenier / Maxime Deschamps | Canada     | 143.59 | 6               | 51.13           | 6               | 92.46           |
| 7    | Annabelle Prölß / Ruben Blommaert  | Allemagne  | 136.35 | 7               | 48.87           | 8               | 87.48           |
| 8    | Miriam Ziegler / Severin Kiefer    | Autriche   | 135.83 | 8               | 45.27           | 7               | 90.56           |

### Danse sur glace

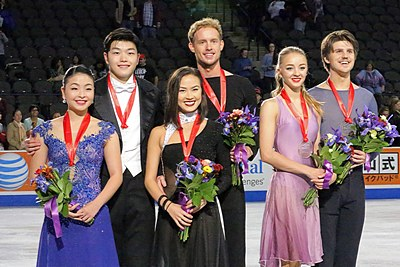
Podium de la danse sur glace

| Rang | Nom                                           | Pays       | Points | Danse courte | Danse courte | Danse libre | Danse libre |
| ---- | --------------------------------------------- | ---------- | ------ | ------------ | ------------ | ----------- | ----------- |
| 1    | Madison Chock / Evan Bates                    | États-Unis | 171.03 | 1            | 68.96        | 1           | 102.07      |
| 2    | Maia Shibutani / Alex Shibutani               | États-Unis | 160.33 | 2            | 64.14        | 2           | 96.19       |
| 3    | Aleksandra Stepanova / Ivan Bukin             | Russie     | 143.87 | 3            | 56.37        | 3           | 87.50       |
| 4    | Élisabeth Paradis / François-Xavier Ouellette | Canada     | 137.30 | 8            | 52.11        | 4           | 85.19       |
| 5    | Anastasia Cannuscio / Colin McManus           | États-Unis | 135.61 | 5            | 55.14        | 6           | 80.47       |
| 6    | Charlène Guignard / Marco Fabbri              | Italie     | 135.50 | 7            | 54.18        | 5           | 81.32       |
| 7    | Federica Testa / Lukáš Csölley                | Slovaquie  | 131.72 | 4            | 55.63        | 7           | 76.09       |
| 8    | Nicole Orford / Thomas Williams               | Canada     | 128.88 | 6            | 55.10        | 8           | 73.78       |

## Sources
- Résultats du Skate America 2014 sur le site de l'ISU
- Patinage Magazine N°141 (Janvier/Février 2015)